# Syneches maculatus
Syneches maculatus är en tvåvingeart som först beskrevs av Matsumura 1916.  Syneches maculatus ingår i släktet Syneches och familjen puckeldansflugor. Inga underarter finns listade i Catalogue of Life.